# Associação Viver a Ciência
A Associação Viver a Ciência (VAC) nasceu em Novembro de 2004 e é uma criação de jovens cientistas com o objectivo de envolver os cidadãos na promoção da investigação científica realizada em Portugal. 

## Objectivos
A VAC surgiu da convicção de que é necessário olhar a Ciência e Tecnologia como motores das sociedades modernas e desenvolvidas.
Neste âmbito, a VAC dedica-se a organizar iniciativas, eventos e acções de promoção da investigação científica em Portugal, que evidenciem a sua elevada qualidade e competitividade internacional. Outro dos grandes objectivos é o apoio ao desenvolvimento de carreiras em investigação, promovendo acções para angariação de financiamentos privados. 
Um dos exemplos dessas acções é o Projecto Simbiontes, que envolve vários sectores da sociedade, unidos na missão de criar materiais artísticos originais para a angariação de fundos para a investigação científica portuguesa. Na sua primeira edição, o projecto envolveu crianças em ambulatório no IPO de Lisboa, uma bióloga marinha e um artista plástico da Ar.Co, que com base em ateliês pedagógicos e artísticos produziram uma série de telas, posteriormente leiloadas. Os fundos obtidos deram origem ao Prémio Simbiontes, no valor de 10 mil euros, que foi atribuído em Dezembro de 2010 ao projecto de investigação de Miguel Godinho Ferreira, do Instituto Gulbenkian de Ciência.
A iniciativa deu ainda origem ao livro infanto-juvenil “Os Amigos da Menina do Mar”, da autoria da bióloga marinha Raquel Gaspar e do artista plástico Ângelo Encarnação. A venda obra, que explora os mistérios do fundo do mar, reverte também para o projecto Simbiontes.
Nestes primeiros anos de existência a Viver a Ciência realizou com sucesso várias iniciativas. Criou, exclusivamente com patrocínios privados, dois prémios para cientistas na área das Ciências da Vida e organizou diversos eventos de divulgação de ciência dirigidos ao público em geral, políticos, jornalistas e cientistas. Destaca-se o concurso e exposição de fotografia “Laboratório de Imagens”, ainda em itinerância, que levou imagens científicas ao Centro Cultural de Belém e, posteriormente ao Algarve, aos Açores, à Figueira da Foz e a Santo Tirso.
O projecto “A Ciência e o Parlamento” reacendeu o debate sobre a melhor forma de se fazer aconselhamento científico-tecnológico aos decisores políticos, trazendo a Portugal dois exemplos de sucesso neste campo (do Reino Unido e da Austrália).
A Viver a Ciência também publicou um caderno intitulado “Profissão: Cientista. Retratos de uma geração em trânsito”, que descreveu, de uma forma acessível ao grande público, o trabalho de 14 jovens cientistas portugueses. Este projecto foi acompanhado por uma programa de rádio na TSF e originou posteriormente a criação de um livro e de um documentário na RTP2 (“Geração Cientista”). 
Outra das publicações recentes da Viver a Ciência é o livro “Vidas a Descobrir – Mulheres Cientistas do Mundo Lusófono”, coordenado por Joana Barros e como reportagens assinadas por Ana Sousa Dias, Carla Mendes, Chó do Guri, Marco Antinossi, Marisa Serafim, Rafael Marques e Sílvio Mendes. O livro, editado pela Temas e Debates/Círculo de Leitores em Junho de 2009, apresenta percursos biográficos e profissionais de dez mulheres cientistas do mundo lusófono. Acinda Honwana (antropóloga de Moçambique), Amabélia Rodrigues (investigadora em Epdidemiologia na Guiné-Bissau), Anabela Leitão (Engenheira Química em Angola), Cláudia Sousa (primatóloga portuguesa), Fátima Monteiro (investigadora de ciência política, cabo-verdiana), Irene Fonseca (matemática portuguesa), Maria de Jesus Trovoada (investigadora de São Tomé e Príncipe que estuda Genética de populações), Niède Guidon (arqueóloga brasileira), Norma Andrews (bióloga molecular do Brasil) e Thaísa Stochi-Bergmann (astrofísica brasileira) são os dez nomes em destaque no livro. 
A obra foi premiada no concurso internacional de divulgação científica Ciência en Acción, na categoria “Ciência, Engenharia e Valores – Prémio Especial “Implicação da Mulher”. O final concurso realizou-se entre 1 e 3 de Outubro de 2010, em Santiago de Compostela e destacou outros dois projectos da Associação Viver a Ciência com menções honrosas. Foram os casos do projecto "Sair da concha: à descoberta das ciências da vida no jardim-de-infância”, que promoveu a atitude naturalista junto de crianças em idade pré-escolar, e do projecto “A Menina do Mar – conhecer a vida marinha a partir de um conto infantil”, que criou fichas pedagógicas sobre a vida marinha, com base no conto original de Sophia de Mello Breyner Andresen.
A VAC ajuda ainda, entre outras actividades, a organizar workshops destinados a melhorar a forma como os cientistas transmitem o seu trabalho a jornalistas e outras audiências não-técnicas, e dias abertos de várias instituições científicas (projecto Comunicar Ciência).

## Órgãos Sociais (para o período de 2009 a 2012)
Mesa da Assembleia Geral
Presidente: Sheila Dilai Martins Vidal

Vice-Presidente: António Alfredo Coelho Jacinto

Secretário: Marta Elisa Dias Agostinho
Direcção
Presidente: Maria Leonor Tavares Saúde

Vice-Presidente: Maria Manuel Dias Mota

Tesoureiro: Ana Paula Macedo Faria Godinho
Conselho Fiscal
Presidente: Maria Margarida Ferreira Trindade

Vogal: Ana Cristina Ribeiro Borges

Vogal: Maria Inês Crisóstomo Ramos

## Prémios atribuídos pela VAC

#### PrémioCrioestaminal
- prémio anual no valor de 20 mil euros, que premeia projectos de investigação Biomédica a realizar em Portugal. Entre os investigadores premiados encontram-se: 
- 2016 - Bruno Costa-Silva (Fundação Champalimaud) [6]

- 2010 - Luísa Figueiredo (Instituto de Medicina Molecular) [7]
- 2009 - Lars Jansen (Instituto Gulbenkian de Ciência) [8]
- 2008 - Lino Ferreira (Centro de Neurociências e Biologia Celular da Universidade de Coimbra; Biocant – Centro de Inovação e Biotecnologia) [9]
- 2007 -  Mónica Bettencourt Dias (Instituto Gulbenkian de Ciência) [10]
- 2006 -  Hélder Maiato (Instituto de Biologia Molecular e Celular) [11]
- 2005 - Sandra Macedo Ribeiro (Instituto de Biologia Molecular e Celular) [12]

#### Prémio Simbiontes
Atribuído pela primeira vez em Dezembro de 2010, é um prémio no valor de 10 mil euros, que nesta primeira edição  distinguiu a investigação em oncobiologia. O vencedor foi Miguel Godinho Ferreira, do Instituto Gulbenkian de Ciência. 

#### Prémio Citomed
Entre 2005 e 2007, a VAC premiou também outros quatro investigadores com o Prémio Citomed, entretanto descontinuado:
- 2005 - Marco Lemos, da Universidade de Aveiro, e Sofia Jacinto, da Universidade do Algarve, receberam um prémio no valor de mil euros, para apoio à participação em conferências internacionais.
- Nos dois anos seguintes, o Prémio passou a destacar projectos de investigação em Imunologia, no valor de 5 mil euros, ganharam o prémio:
  - 2006 - Leonor Sarmento do Instituto Gulbenkian de Ciência
  - 2007 - Ângelo Chora, do Instituto Gulbenkian de Ciência

## Reconhecimento
Em Outubro de 2010, a VAC viu alguns dos seus projectos premiados. O concurso Ciencia en Acción, que se realizou em Santiago de Compostela e reuniu trabalhos de divulgação de ciência de países onde se fala português e castelhano, premiou os projectos:
- Vidas a Descobrir: Mulheres Cientistas do Mundo Lusófono: 1º Prémio na Categoria Materiais didácticos de ciência, suporte interactivo
- Sair da Concha: menção honrosa na categoria “Materiais didácticos de ciência, suporte interactivo
- A Menina do Mar – conhecer a vida marinha a partir de um conto infantil: menção honrosa na categoria Laboratório de Biologia e Geologia

A associação foi a entidade eleita pela bioquímica Raquel Oliveira, vencedora do Prémio Revelação Dona Antónia Adelaide Ferreira de 2016, para receber o donativo de 50 cêntimos por cada garrafa de Porto Ferreira da gama Dona Antónia, vendida em Portugal, durante Agosto e Setembro desse ano. 
O documentário A História de Um Erro, realizado por Joana Barros e produzido pela associação, recebeu o 1º Prémio UGR, no concurso internacional Ciencia en Acción de 2014 que decorreu em Barcelona (Espanha).   Foi também premiado com o International Award of Excelence, no International Film Festival – Environment, Health and Culture (Jacarta) de 2015. 